# Регионална депонија Бијељина
Регионална санитарна депонија „Бријесница” у Бијељини или   Регионална депонија "ЕКО-ДЕП" која на овој локацији почела фазно да се гради од 2005. године, званично је пуштена у рад 1. јануара 2010. године, са наменом да се користи се за одлагање комуналног и неопасног индустријског отпада са територије општина Бијељина, Угљевик, Лопаре, Челић и Теочак. На регионалну депонију годишње се одложи око 30.000 тона комуналног отпада, по цени одлагања отпада од 40 марака по тони, што је недовољно за успешно пословање депоније. Санитарна депонија ће се изграђивати фазно, кроз изградњу 4 санитарне ћелије, укупне површине 100.130,34 m². До сада су изграђене прва и друга санитарна ћелија површине 39.607,69 m² и капацитета 487.828,30 m³, а затим ће се градити и ћелије три и четири, површине 60.522,65 m² и капацитета 101.6851,53 m³.

## Предуслови
Управљање отпадом у Републици Српској представља веома осетљиву тему, посебно у области сакупљања течног отпада. За чврсти отпад урађена је Стратегија управљања чврстим отпадом и за ту намену су изграђене две регијске депоније (Бања Лука и Бијељина), а изградња неких је у току (Зворник, Бањалука – проширење и Приједор).
Последњих година значајан напредак је постигнут у јачању свести код становништва Бијељине, Угљевика, Лопара, Челића и Теочака. о отпаду и његовом третману.
Институционално, организационо и правно последњих година знатно је унапређен овај, раније запуштен, техно-еколошки систем у већем броју јединица локалне самоуправе у северозападном делу Републике Српске.
Мешутим и даље остаје отворено питање:
- чишћења Бијељине, Угљевика, Лопара, Челића и Теочака од расутог отпада,

- недостатак депонија опасног отпада,
- проблем изградње савремене спалионице отпада и депоније за финално одлагање отпада.

Недостатак информација и података у области управљања отпадом нешто је што отежава даље унапређење овог система. Решавање проблема течног отпада, одвођења отпадних вода, представља веома сложен и захтеван задатак Бијељине, Угљевика, Лопара, Челића и Теочака, али и Републике Српске у целини, јер има озбиљне импликације на основи широј од локалне.
Решавање проблема загађености површинских и подземних вода зато представља један од приоритетних задатака, законодавних, финансијских, организационих и информатичких капацитета како Бијељине, Угљевика, Лопара, Челића и Теочака, тако, у значајној мери и оних који у овим општинама испуштају течни отпад.

## Историја
Јавно предузеће регионална депонија "ЕКО-ДЕП" доо из Бијељине основано је 9. маја 2005. године са циљем да изгради и управља регионалном санитарне депоније у Бијељини, другом такве врсте у Републици Српској. Оснивачи предузећа су општине Бијељина, Угљевик, Лопаре, Челић и Теочак.
С обзиром на то да су регионалне санитарне депоније сложени грађевински објекти комуналне инфраструктуре који се граде дуги низ година и имају дуг век трајања, пројектом је предвиђена њена фазна изградња, како би се лакше и кроз одређени дужи временски период обезбедила средства за изградњу одређених фаза депоније. Број фаза изградње и њихово трајање одређено је техничко -технолошким захтевима током рада депоније и могућношћу обезбеђивања финансијских средстава за инвестиције.
ЈП "ЕКО-ДЕП" доо је завршило прву фазу изградње Регионалне санитарне депоније "Бријесница" у Бијељини 3. децембра 2009. године и депонија је званично пуштена у рад 1. јануара 2010. године. Овим је ЈП "ЕКО-ДЕП" доо постало прво јавно предузеће у Републици Српској које на санитарни начин обавља делатност прераде и одлагања неопасног отпада.

##### Прва фаза
Прва фаза изградње санитарне депоније укључивала је изградњу две од четири санитарне ћелије и изградњу других грађевинских објеката, као и набавку специјализоване опреме и машина, чиме је депонија "Бријесница" потпуно опремљена за санитарно одлагање комуналног отпада.
У ту сврху обављени су следећи радови:
- Целокупно подручје депоније (приближно 27 ха) је ограђено.
- Доведена је нисконапонска мрежа и изграђена трансформаторска станица на депонији.
- Изграђен је цевовод за питку воду на који је прикључен део становништва из локалних заједница који гравитира локацији депоније,
- Изграђена је савремена улазно-излазна зона са уграђеном дигиталном вагом носивости 60 тона,
- Изграђено је постројење за дезинфекцију точкова и подвозја возила пре напуштања депоније.
- Прва и друга санитарна ћелија изграђене су за одлагање чврстог комуналног отпада укупне површине приближно 4,5 ха.
- У санитарне ћелије уграђени су заштитни изолациони материјали - геофолије и други материјали који гарантују заштиту подземних вода, систем за сакупљање процедних вода, систем за прикупљање биогаса.
- Унутар депонији је изграђен је унутрашњи пут.
- Изграђен је базен за изједначавање за прихват процједних вода из тијела депоније, са системом за рециркулацију и враћање оцједних вода у ћелије. На овај начин се у почетних 3-5 година рада депоније обезбеђују потребни услови за третман процедних вода из отпада.
- Депонија је опремљена неопходном механизацијом за рад: компактором (капацитет сабијања до 200 т отпада дневно), булдожером, кипером, трактором са разним прикључцима итд.
- Изграђен је објекат за смештај радника и механизације на депонији, са простором за одржавање машина.
- Изграђен је хидрантни систем заштите од пожара који обезбеђује комплетну локацију депоније.

Овим улагањима завршена је изградња Прве фазе регионалне депоније "Бријесница", чиме је завршена техничко -технолошка јединица и створени услови за санитарно одлагање комуналног отпада са подручја Бијељине.

##### Друга фаза
Да би се продужио век трајања санитарне депоније, било је потребно приступити наставку изградње следеће фазе депоније. Током 2012. године компанија је ушла у другу фазу изградње Регионалне санитарне депоније "Бријесница", која је још у току и биће настављена у будућности.
У оквиру друге фазе до сада су извршена следећа улагања:
- Капацитет депоније на депонији Бријесница је проширен.
- Стара несанитарна депонија која се налази у непосредној близини санитарне депоније привремено је санирана.
- Завршена је изградња приступног пута.
- Извршена је набавка багера гусеничара.
- На депонији Бријесница изграђено је постројење за пречишћавање процједних вода (пречистач).
- Набављена је и пуштена у рад плинска бакља са системом за прикупљање депонијског гаса на депонији Бријесница, капацитета 200 Нм3 / х.

##### Наредне фазе
Собзиром на то да су санитарне депоније веома сложени грађевински објекти комуналне инфраструктуре за чију су изградњу потребна значајна финансијска средства, која је веома тешко обезбедити, изградња депонија ће се вршити у фазама током читавог века трајања депоније.
Из ових разлога ЈП "ЕКО-ДЕП" доо ће у наредном периоду наставити са надоградњом и унапређењем постојећег система управљања чврстим отпадом на Регионалној санитарној депонији "Бријесница" у Бијељини.

## Задатак визија и мисија
Задатак
Главни задатак новооснованог предузећа ЈП "ЕКО-ДЕП је изградња депоније у фише фаза све до довођења на ниво савремене депоније.
Неки од задатака ЈП "ЕКО-ДЕП су и:
- подизање свести јавности о отпаду,
- едукација становништва о потреби раздвајања отпада у домаћинству, што би резултовало смањењем количине депонованог отпада и тиме продужило животни век депонија,
- спречавање илегалних депонија
- очување примарних природних извора сировина.

Визија
Наша визија и нешто чему тежимо у будућности је депонија која као затворен систем са свим неопходним елементима заштите неће имати негативне утицаје на животну средину и здравље људи. Таква депонија ће се након основне намене и затварања уклопити у природно окружење или ће добити неку другу одговарајућу намену.
Мисија
Мисија компаније је одговорно управљање завршним одлагалиштем отпада и пружање локалним заједницама и становништву у региону комуналне службе за одлагање отпада користећи савремене технологије на еколошки прихватљив, сигуран и ефикасан начин. у том смислу компанија ће сарађивати на најбољи могући начин са локалним становништвом, и тако им одржавати и пружати природно окружење и благостање. Такође ће и запосленима обезбедити добре и безбедне услове за рад, кроз праћење и примењивање најновијих светских трендове у завршном сакупљању отпада.

## Мониторинг
Свеукупни систем мониторинга на санитарној депонији се састоји од:
- мониторинга квалитета ваздуха,
- мониторинга оцедних, површинских и подземних вода.

На локацији санитарне депоније „Бријесница“, током априла 2012. гдине, спроведено је континуирано мерење полутаната мобилном еколошком лабораторијом. Лабораториј је за време меерења била смештен у зони утицаја санитарне депоније, односно у самој зони локације и изван локације.
Просечна концентрација укупних лебдећих честица за све веме мерења износила је 0.04 μg/m3. Измерене концентрације не представљају оптерећење за околну атмосферу, пошто су просечне дневне концентрације биле испод граничне вриедности од 150 μg/m3.